# Sado – Stoß das Tor zur Hölle auf
Sado – Stoß das Tor zur Hölle auf (Alternativtitel: Blutiger Wahnsinn, Originaltitel: Buio Omega wörtlich „Dunkles Omega“, englischer Titel: Beyond the Darkness) ist ein italienischer Horrorfilm von Joe D’Amato aus dem Jahr 1979. Ende Februar 2023 wurde bekannt, dass der Film in Deutschland nach 40 Jahren nicht mehr indiziert und damit auch nicht mehr beschlagnahmt ist.

## Handlung
Frank, ein junger gutaussehender Hobby-Präparator, wohnt mit seiner Haushälterin und einstigen Amme Iris allein in einem schlossähnlichen Anwesen, das er geerbt hat. Iris ist auf Franks Verlobte Anna eifersüchtig. Mit einem Voodoozauber verhext sie diese; sie stirbt im Krankenhaus an einer rätselhaften Krankheit in dem Moment, in dem Frank und sie einander küssen.
Vor Trauer wahnsinnig geworden, gräbt Frank den Leichnam seiner Verlobten in der Nacht nach dem Begräbnis aus, fährt ihn zu sich nach Hause, konserviert ihn – wobei er auch ihre Organe entnimmt und tief in ihr Herz beißt – und legt ihn mit Iris’ Hilfe in ein großes Doppelbett, um seine verlorenen Liebe bei sich zu haben. Eine amerikanische Anhalterin, die sich zu ihm in sein Auto gesetzt hat und die ihn bei der Konservierung ertappt, tötet er auf grausame Weise, und Iris zerstückelt anschließend ihre Leiche, um sie gemeinsam mit Frank in der Badewanne mittels Säure aufzulösen und im Schlossgarten zu vergraben.
Auf einem Lauf am Berg begegnet Frank einer Joggerin, die sich den Knöchel verstaucht. Zur Verarztung nimmt er sie zu sich nach Hause. Sie verführt ihn, und er will mit ihr auf dem Doppelbett neben der zugedeckten Leiche Annas schlafen. Als er die Leiche während des Vorspiels aufdeckt und die Joggerin zu schreien beginnt, tötet er sie, indem er ein Stück aus ihrem Hals herausbeißt. Iris hilft ihm dabei, ihre Leiche im Kellerofen zu verbrennen.
Bei einem Abendessen mit ihren Verwandten, die sie aufs Schloss geladen hat, holt Iris Frank herbei und verkündet ihre Verlobung mit ihm, worauf dieser sich kommentarlos zurückzieht. Als Frank eine junge Frau aus der Diskothek zu sich nach Hause nimmt, um ebenfalls mit ihr neben Annas Leiche zu schlafen, kommt Annas Schwester Elena zu Besuch. Frank ist wie vom Schlag getroffen, da sie genau wie Anna aussieht, und schickt die Frau aus der Diskothek weg. Iris, erneut eifersüchtig, inszeniert einen Spuk, um Elena aus dem Haus zu jagen, und lässt sie anschließend die Leiche ihrer Schwester entdecken, woraufhin sie in Ohnmacht fällt. Als Iris sie mit einem Messer töten will, stürmt Frank auf Iris zu und tötet sie durch einen Biss in die Gurgel und einen Stich ins Herz, wird aber selbst schwer in der Lendengegend verletzt. Dann trägt er die bewusstlose Elena in den Keller.
Als am nächsten Tag der Leichenbestatter, der bereits Verdacht geschöpft hatte, nachsehen kommt, bricht Frank vor seinen Augen tot vor dem brennenden Kellerofen zusammen. Er nimmt daraufhin die ebenfalls dort liegende Anna mit, um sie zusammen mit dem Priester wieder in den Sarg zurückzulegen und diesen zuzunageln. Doch ist es wirklich Anna...?

## Soundtrack
Eine Besonderheit des Filmes weist der Soundtrack auf, dieser wurde von der Band The Goblin verfasst (die zu dieser Zeit vor allem für Argento Filme zuständig waren) und ist dominiert von Synthie Sounds der damaligen Zeit. Der Soundtrack wurde im November 1979 in den Trafalgar Recording Studio unter der Leitung von Giorgio Agazzi aufgenommen.

### Tracklist des Soundtracks
| 1  | Buio Omega (Main Titles)                        | 2:52 |
| 2  | Quiet Drops                                     | 4:31 |
| 3  | Strive After Dark                               | 2:30 |
| 4  | Pillage                                         | 2:20 |
| 5  | Rush                                            | 4:13 |
| 6  | Keen                                            | 4:02 |
| 7  | Ghost Vest                                      | 2:56 |
| 8  | Bikini Island                                   | 4:02 |
| 9  | Buio Omega (Suite 1)                            | 2:56 |
| 10 | Quiet Drops (Film Version)                      | 3:48 |
| 11 | Strive After Dark (Suite)                       | 3:00 |
| 12 | Buio Omega (Alternate Version)                  | 1:40 |
| 13 | Strive After Dark (Alternate Version)           | 3:00 |
| 14 | Buio Omega (Synth Effect-Alternate Takes Suite) | 2:23 |
| 15 | Buio Omega Theme (Reprise)                      | 3:30 |

## Kritik
„Von drastischen Ekelszenen strotzender Horrorfilm um einen jungen Mann, der seine Verlobte nach ihrem Tod ausstopft und alle jungen Frauen, die ihm zu nahe kommen, in brutalen Blutorgien ermordet. Ein Film, der in Sadismus und Zynismus kaum zu übertreffen ist.“

„Signore Massaccesi hat mit "Sado – Stoß das Tor zur Hölle auf" einen weiteren, sehr penetranten und äusserst harten Genrefilm abgeliefert, der die Vorbehalte gegen ihn, die er mit "Man-Eater" auf sich gezogen hat, voll bestätigt. Dank der dilettantischen Sex-Einlagen, die bei seinen Filmen zum Standard gehören, sind die fast schulbuchmäßigen Sezier- und Präparationssequenzen noch erträglich. (…) Weil die Gewaltdarstellungen sehr extrem sind, war das hierzulande schnell ausgesprochene Verbot schon früh abzusehen. Inhaltlich ist "Sado – Stoß das Tor zur Hölle auf" genauso unbedeutend, wie die technische Fingerfertigkeit Massaccesis, zumal die Geschichte auch erstaunlich langatmig ist. Alternativtitel: "Sado Maniac" und "Blutiger Wahnsinn".“

„Unnütze und ekelhafte Spekulation auf die niedersten Instinkte des Menschen.“

## Sonstiges
Die Handlung des Films wurde 2017 von deutschen Dark-Metal-Gruppe Eisregen auf deren Album Fleischfilm im Lied Jenseits der Dunkelheit verarbeitet.